# Diablo Range

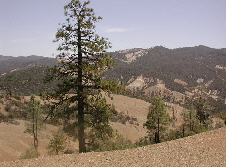
In der Nähe des San Benito Mountain

Die Diablo Range (deutsch Diablo-Gebirge / Teufels-Gebirge) ist ein Gebirge in Kalifornien. Es ist eines der Kalifornischen Küstengebirge entlang der Pazifikküste. Es liegt im Osten der Bucht von San Francisco südlich des Salinas Valley.
Der Name „Diablo“ ist eigentlich das spanische Wort für Teufel und wurde in dieser Schreibung auch für den englischen Namen übernommen, als das Gebiet an die Vereinigten Staaten ging.
Im Bereich des Gebirges befinden sich die Gipfel des Mount Diablo, des San Benito Mountain, des Mount Hamilton  und des Mount Stakes.
Koordinaten: 36° 22′ N, 120° 39′ W